# Yushin Maru (schip, 1998)
De Yushin Maru (Japans: 勇新丸, Yūshin Maru) is een Japans schip dat formeel gezien onderzoek doet naar walvissen. Het schip is eigendom van het Institute of Cetacean Research, een Japanse organisatie die de Japanse jacht op walvissen exploiteert.

## Functie
De Yushin Maru is een harpoenschip. Het schip spot, achtervolgt en harpoeneert walvissen. Het harpoeneren wordt gedaan met een harpoen. De kop van de harpoen heeft een granaat, die bij penetratie van de walvis ontploft. De walvis wordt op deze manier ernstig verzwakt. Als de walvis niet dood is, wordt hij doodgeschoten door middel van een geweer. De walvissen worden vervolgens versleept naar het walvisfabrieksschip, de Nisshin Maru. De Nisshin Maru verwerkt de walvissen.
Walvisfabrieksschip:
Nisshin Maru

Harpoenschepen:
Shonan Maru 2 · Yushin Maru · Yushin Maru No.2 · Yushin Maru No.3

Ondersteunend vaartuig:
Hiyo Maru · Kaiko Maru